# Alan Powell
Alan Powell (Tennessee, 3 maggio 1985) è un cantante e attore statunitense.

## Biografia
Figlio di un pastore, Alan ha studiato alla Liberty University con l'obiettivo di diventare anch'egli pastore, eccellendo in Filosofia e studi greci.
Un talent show all'università ha cambiato radicalmente il corso della sua vita; essendo un abile musicista e anche un ballerino di hip-hop, ha partecipato al talent con una performance di Michael Jackson. In seguito Alan si è trasferito con la moglie Brycie a Los Angeles nel 2006 per proseguire con la musica.
A Los Angeles, Alan e Chad Graham, un amico di lunga data, hanno deciso di formare una band cristiana, Anthem Lights, invitando Kyle Kupecky e Caleb Grimm, amici del college, a completare il gruppo.
Nel corso dei successivi cinque anni, Alan e la band hanno continuato a crescere. Nel 2010 hanno firmato con la Reunion Records e hanno girato in tutto il paese, registrando due album in studio: Anthem Lights e You Have My Heart. Nel 2012, la band si è separata dalla Reunion Records per creare la propria etichetta discografica chiamata YC Records.
Alan si è concentrato sulla scrittura e la produzione della musica creando video musicali divertenti e coinvolgenti, guidando la musica della band verso il genere pop.
Nel giugno del 2012 Alan è stato contattato per il provino del film The Song, ottenendo il ruolo da protagonista.

## Filmografia

### Cinema
- The Song, regia di Richard Ramsey (2014)
- Where hope grows, regia di Chris Dowling (2014)
- Christmas in the Smokies, regia di Gary Wheeler (2015)
- Caged No More, regia di Lisa Arnold (2016)
- Out of the Ashes, regia di Zac Heath (2016)
- A Deadly Affair , regia di David Bush (2016)
- The Reason, regia di Randall Stevens (2016)
- Take It All the Way, regia di Cody Rogers (2016)
- Other Versions of You, regia di Motke Dapp (2016)
- The Art of Parenting, regia di Kevin Peeples (2017)
- Worth Fighting For, regia di Joshua Sheik (2017)
- Beautifully Broken, regia di Eric Welch (2017)

### Televisione
- Quantico – serie TV, 13 episodi (2018)

### Cortometraggi
- Happy Beltane!, regia di Cody Rogers e Natalie Ruffino (2015)
- Take It All the Way, regia di Cody Rogers (2016)